# 1924年パリオリンピックのアメリカ合衆国選手団
1924年パリオリンピックのアメリカ合衆国選手団（1924ねんパリオリンピックのアメリカがっしゅうこくせんしゅだん）は、1924年5月4日から7月27日にかけてフランスの首都パリで開催された1924年パリオリンピックのアメリカ合衆国選手団、およびその競技結果。

## 概要
今大会は金メダル45個、銀メダル27個、銅メダル27個の合計99個のメダルを獲得した。

## メダル
| メダル | 選手名                                                                                        | 競技   | 種目                     |
| ------ | --------------------------------------------------------------------------------------------- | ------ | ------------------------ |
| 金     | ジャクソン・ショルツ                                                                          | 陸上   | 男子200m                 |
| 金     | ダニエル・キンゼイ                                                                            | 陸上   | 男子110mハードル         |
| 金     | モーガン・テイラー                                                                            | 陸上   | 男子400mハードル         |
| 金     | ローレン・マーチソン ルイス・クラーク フランク・ハッシー アルフレッド・リコニー               | 陸上   | 4×100mリレー             |
| 金     | コモドール・コクラン アラン・ヘルフリッチ オリバー・マクドナルド ウィリアム・スティーブンソン | 陸上   | 4×400mリレー             |
| 金     | ハロルド・オズボーン                                                                          | 陸上   | 男子走高跳               |
| 金     | リー・バーンズ                                                                                | 陸上   | 男子棒高跳               |
| 金     | ウィリアム・デハート・ハバード                                                                | 陸上   | 男子走幅跳               |
| 金     | クラレンス・ハウザー                                                                          | 陸上   | 男子砲丸投               |
| 金     | クラレンス・ハウザー                                                                          | 陸上   | 男子円盤投               |
| 金     | フレデリック・トゥーテル                                                                      | 陸上   | 男子ハンマー投           |
| 金     | ハロルド・オズボーン                                                                          | 陸上   | 男子十種競技             |
| 金     | ジョニー・ワイズミュラー                                                                      | 競泳   | 男子100m自由形           |
| 金     | ジョニー・ワイズミュラー                                                                      | 競泳   | 男子400m自由形           |
| 金     | ウォーレン・ケアロハ                                                                          | 競泳   | 男子100m背泳ぎ           |
| 金     | ロバート・スケルトン                                                                          | 競泳   | 男子200m平泳ぎ           |
| 金     | エセル・ラッキー                                                                              | 競泳   | 女子100m自由形           |
| 金     | マーサ・ノレリウス                                                                            | 競泳   | 女子400m自由形           |
| 金     | シビル・バウアー                                                                              | 競泳   | 女子100m背泳ぎ           |
| 金     | ビンセント・リチャーズ                                                                        | テニス | 男子シングルス           |
| 金     | ビンセント・リチャーズ フランシス・ハンター                                                   | テニス | 男子ダブルス             |
| 金     | ヘレン・ウィルス                                                                              | テニス | 女子シングルス           |
| 金     | ヘイゼル・ホッチキス・ワイトマン ヘレン・ウィルス                                             | テニス | 女子ダブルス             |
| 金     | リチャード・ウィリアムズ ヘイゼル・ホッチキス・ワイトマン                                     | テニス | 混合ダブルス             |
| 銀     | ジャクソン・ショルツ                                                                          | 陸上   | 男子100m                 |
| 銀     | チャールズ・パドック                                                                          | 陸上   | 男子200m                 |
| 銀     | ホレイショ・フィッチ                                                                          | 陸上   | 男子400m                 |
| 銀     | リロイ・ブラウン                                                                              | 陸上   | 男子走高跳               |
| 銀     | グレン・グラハム                                                                              | 陸上   | 男子棒高跳               |
| 銀     | エドワード・ゴーディン                                                                        | 陸上   | 男子走幅跳               |
| 銀     | グレン・ハートランフト                                                                        | 陸上   | 男子砲丸投               |
| 銀     | マット・マクグラス                                                                            | 陸上   | 男子ハンマー投           |
| 銀     | エマーソン・ノートン                                                                          | 陸上   | 男子十種競技             |
| 銀     | アール・ジョンソン アーサー・スチューデンロス オーガスト・フェイジャー                        | 陸上   | 男子クロスカントリー団体 |
| 銀     | デューク・カハナモク                                                                          | 競泳   | 男子100m自由形           |
| 銀     | マリシェン・ウェスロウ                                                                        | 競泳   | 女子100m自由形           |
| 銀     | ヘレン・ウェインライト                                                                        | 競泳   | 女子400m自由形           |
| 銀     | アグネス・ゲラーティ                                                                          | 競泳   | 女子200m平泳ぎ           |
| 銀     | ビンセント・リチャーズ マリオン・ジェサップ                                                   | テニス | 混合ダブルス             |
| 銅     | スカイラー・エンク                                                                            | 陸上   | 男子800m                 |
| 銅     | クラレンス・デマー                                                                            | 陸上   | 男子マラソン             |
| 銅     | イヴァン・ライリー                                                                            | 陸上   | 男子400mハードル         |
| 銅     | エドワード・カービー ウィリアム・コックス ウィラード・チベッツ                                | 陸上   | 3000m団体                |
| 銅     | ジェームズ・ブルッカー                                                                        | 陸上   | 男子棒高跳               |
| 銅     | ラルフ・ヒルズ                                                                                | 陸上   | 男子砲丸投               |
| 銅     | トーマス・リーブ                                                                              | 陸上   | 男子円盤投               |
| 銅     | ユージーン・オバースト                                                                        | 陸上   | 男子やり投げ             |
| 銅     | ロバート・ルジャンドル                                                                        | 陸上   | 男子五種競技             |
| 銅     | アール・ジョンソン                                                                            | 陸上   | 男子クロスカントリー個人 |
| 銅     | サミュエル・カハナモク                                                                        | 競泳   | 男子100m自由形           |
| 銅     | ゲートルード・エダーレ                                                                        | 競泳   | 女子100m自由形           |
| 銅     | ゲートルード・エダーレ                                                                        | 競泳   | 女子400m自由形           |
| 銅     | アイリーン・リギン                                                                            | 競泳   | 女子100m背泳ぎ           |